# Сосано
Соса̀но (на италиански: Sossano; на венециански: Sosan, Сосан) е малко градче и община в Северна Италия, провинция Виченца, регион Венето. Разположено е на 15 m надморска височина. Населението на общината е 4403 души (към 2015 г.).